# Ragnar Törnebladh
Henrik Ragnar Törnebladh (i riksdagen kallad Törnebladh i Kalmar, senare Törnebladh i Stockholm), född 1 februari 1833 i Hubbo socken i Västmanlands län, död 15 juni 1912 i Oscars församling i Stockholm, var en svensk språk- och skolman samt riksdagsledamot. Han var son till en kusin till Carl Petter Törnebladh.

## Biografi
Törnebladh var språkman och publicerade bland annat en latinsk grammatik för skolbruk och en översättning av Senecas Medea. Han var 1879–1884 rektor för Södra Latins gymnasium i Stockholm samt 1903–1905 samma skolas inspektor. Han ska ha varit känd för sina vitsar, vilka dock "lär ha varit mer talrika än direkt lustiga" (Sundell).
Som riksdagsman var Törnebladh ledamot av Sveriges riksdags andra kammare 1873–1875, invald i Kalmar valkrets och var ledamot av första kammaren 1879–1888 för Kalmar läns norra valkrets samt 1889–1909, invald i Stockholms stads valkrets. Han var också ledamot av statsutskottet 1880–1884, 1888, 1891 och 1908 samt bankofullmäktig 1884–1910.
Törnebladh blev ledamot av Vetenskapsakademien 1900.

## Skrifter (urval)
- Latinsk elementarbok (1865)
- Latinsk språklära (Norstedts, 1881)
- I skolfrågan (Norstedts, 1887)
- Handledning för deltagare i rådplägande och beslutande församlingar (Norstedts, 1890)
- Riksdagsminnen (utgifna af Carl Törnebladh, Norstedts, 1913)

## Översättningar
- Seneca: Medea: tragedi (Beijer, 1877)
- Henry Wadsworth Longfellow: Evangelina: en sägen från Akadien (Evangeline) (Norstedts, 1901)

## Priser och utmärkelser
- 1902 – Letterstedtska priset för översättningar för tolkningen av Longfellows Evangelina
- Törnebladhs väg i södra Kalmar är uppkallad efter Ragnar Törnebladh.